# إيفان جاكوبس
إيفان جاكوبس (بالإنجليزية: Evan Jacobs)‏ هو مصور أمريكي، ولد في 24 أكتوبر 1968 في لانسنغ في الولايات المتحدة.

## وصلات خارجية
- الموقع الرسمي
- إيفان جاكوبس على موقع IMDb (الإنجليزية)
- إيفان جاكوبس على موقع قاعدة بيانات الفيلم (الإنجليزية)